# No Heroics
No Heroics è una serie televisiva britannica andata in onda nel 2008. È stata la prima sitcom originale della rete ITV2. È stata candidata come "Miglior commedia televisiva esordiente" ai British Comedy Awards del 2008.

## Ambientazione
No Heroics è ambientata in un'anonima città inglese dei nostri giorni, «con una piccola differenza: ci sono i supereroi», come viene dichiarato all'inizio di ogni episodio. I personaggi principali sono infatti dei supereroi sui-generis, con costumi colorati e superpoteri simili a quelli dell'età d'oro del fumetto. Tuttavia per la maggior parte del tempo sono impegnati nelle normali attività umane, in costume (specie all'inizio di ogni episodio) o in abiti civili, soprattutto nel pub nel quale pare trascorrano buona parte del loro tempo libero, The Fortress ("la Fortezza"). Appaiono infatti normali esseri umani, immersi nella normalità ed afflitti anche da tasse speciali e burocrazia (la SPA, "Super Powers Authorithy", vigila sugli abusi dei superpoteri). I supereroi sono raffigurati su riveste e figurine, ma le loro azioni vengono valutate sui media dai critici non solo per il risultato ma anche per la spettacolarità. Ovviamente negli episodi sono presenti numerosi riferimenti ai fumetti classici, ad esempio nei nomi delle bevande servite al bar.

## Personaggi

### Personaggi principali
- Alex "the Hotness" (oltre al significato legato al calore, che è capace di controllare come superpotere, c'è un doppiosenso con quello di "eccitazione sessuale" che ha nello slang). È un sempliciotto, oggetto di battute dei colleghi, frustrato dalla propria impotenza e dalla mancanza di fama mediatica che rincorre inutilmente. Spesso combina disastri o finisce per aiutare vecchietti con problemi all'impianto di riscaldamento mentre cerca invano di impegnarsi in imprese che gli garantiscano una visibilità simile a Excelsor.
- Sarah "Electroclash", controlla gli apparati elettronici e meccanici con la voce. Fuma in continuazione e non dimostra molto impegno nel mestiere di supereroe. Ha una relazione problematica con i genitori, due famosi supereroi. È stata la ragazza di Alex, con cui bisticcia in continuazione. Amica di Jenny "She-Force".
- Don "Timebomb", può vedere il futuro sessanta secondi avanti al presente. Spagnolo, gay, ha una predilezione per le torture, le droghe e i comportamenti sadomasochisti. Si è ufficialmente ritirato, passa le giornate nell'ozio ed usa occasionalmente i suoi poteri per aiutare i suoi amici o procurarsi piccoli favori sessuali. Il suo costume è l'unico in stile moderno, in pelle nera.
- Jenny "She-Force", il suo potere è una forza straordinaria, sebbene dichiari più volte di essere solo la terza persona o donna più forte del mondo. Obesa e occhialuta, non si sente troppo a suo agio con il mestiere di supereroe. Alla disperata ricerca del ragazzo perfetto, ha qualche problema con la sessualità, dovuta alla scarsa esperienza e alla forza sovrumana. Ha una seconda vita da segretaria. Per qualche tempo ha formato con l'amica Sarah un team, le Lady Trouble.
- Devlin "Excelsor", una specie di Superman con diversi poteri (volo, raggi laser dagli occhi, supervelocità eccetera), è il supereroe di successo che compare in TV e nelle pubblicità. Egocentrico e narcisista, tormenta Alex con battute spesso a sfondo sessuale.

### Personaggi secondari
- Simon "Thundermonkey", è il buttafuori del locale the Fortress riservato ai supereroi. Di corporatura modesta, appare abbastanza inadatto al ruolo, visto che il suo superpotere è la capacità di convocare a comando un esercito di scimmie, che però dovrebbero apparire con un tragico ritardo di tempo da quando emette il suo richiamo. Punto sul vivo dalle battute di Sarah, che lo motteggia per essere un supereroe da nulla, muore in un duello col supercattivo Slicefist con le sue scimmie, che non si vedono mai sullo schermo tranne che per le loro bare al funerale comune.
- "Norse Dave", barista del pub e supereroe in pensione (i suoi poteri non vengono specificati, nel bar c'è una sua raffigurazione in costume classico da vichingo con ascia). Ha combattuto nella guerra delle Falkland e del Golfo, è un reduce ferito e disilluso che tenta inutilmente di raccontare le sue magagne ai distratti clienti del bar.
- "Doomball", supercattivo in realtà praticamente inerme e dai poteri non chiari, con un enorme elmetto nero sferico. Viene torturato da Don per fargli rivelare il nascondiglio dei cattivi e poter così vendicare la morte di Simon.

## Episodi
1. Supergroupie (18 settembre 2008)
2. The Fantastic Chore (25 settembre 2008)
3. Mean Gills (2 ottobre 2008)
4. Back Issues (9 ottobre 2008)
5. Origin And Tonic (16 ottobre 2008)
6. Monkey Gone To Heaven (23 ottobre 2008)